# Kato Léfkara
Kato Léfkara är en ort i Cypern.   Den ligger i distriktet Eparchía Lárnakas, i den sydöstra delen av landet, 30 km söder om huvudstaden Nicosia. Kato Léfkara ligger 481 meter över havet och antalet invånare är 123. Den ligger på ön Cypern.
Terrängen runt Kato Léfkara är kuperad. Trakten runt Kato Léfkara är glesbefolkad, med 16 invånare per kvadratkilometer. Närmaste större samhälle är Páno Léfkara, 0,94 km väster om Kato Léfkara. Trakten runt Kato Léfkara är i huvudsak ett öppet busklandskap.